# 神舟6号
神舟6号（しんしゅうろくごう、Shénzhōu 6、中国語: 神舟六号）は、2005年10月12日に酒泉衛星発射センターより長征2号Fによって打ち上げられた神舟宇宙船。中華人民共和国にとって2度目の有人宇宙飛行となった。
費俊龍 (Fèi Jùnlóng) と聶海勝 (Niè Hǎishèng) の2人が5日間神舟に乗って低軌道で生活した。神舟6号は、中華人民共和国にとっての初の有人宇宙飛行となった神舟5号の2周年を迎える数日前に打ち上げられた。
乗組員は軽くなった新しい宇宙服を着て様々な科学実験を行い、初めてトイレ付の軌道モジュールに乗った。乗組員の正確な活動状況は秘密にされているが、軍事的な偵察の任務も含まれていたと推測されている。2005年10月16日に、神舟5号と同じ内モンゴル自治区の四子王旗に着陸した。